# Divadlo Antonína Dvořáka
Divadlo Antonína Dvořáka je jedna ze scén Národního divadla moravskoslezského v Ostravě. Novobarokní budovu navrhl architekt Alexander Graf. Vlastní stavbu zrealizovala firma Noe & Storch z Ostravy pod vedením architekta Josefa Schlögla. Jako u prvního divadla v Československu byly použity železobetonové nosníky a horizontální překlady.
Vnitřní prostory divadla vyzdobili sochaři firmy Johann Bock & syn. Sochy na fasádě jsou dílem Eduarda Smetany, zatímco štítovou skupinu průčelí vytvořil Leopold Kosiga. Stropní obraz v hledišti namaloval akademický malíř Eduard Veith. V hlavním foyer jsou dva velké reliéfy (Drama a Hudba). Ty divadlu věnovala akademická sochařka Helena Scholzová. Hlavní oponu představující alegorii na práci, obchod a umění namalovali v ateliéru Koutský & Rottonar.
Slavnostní otevření proběhlo 28. září 1907. Až do roku 1919 se zde hrála výhradně německá představení, po vzniku republiky se divadlo stalo stálou scénou Národního divadla moravskoslezského. Během druhé světové války se jmenovalo České divadlo moravskoostravské, leč brzy bylo nuceno budovu opustit a přestěhovat se do Národního domu (nyní Divadlo Jiřího Myrona). Po roce 1945 neslo název Zemské divadlo, od roku 1949 Divadlo Zdeňka Nejedlého a od roku 1990 Divadlo Antonína Dvořáka.